# 若草山

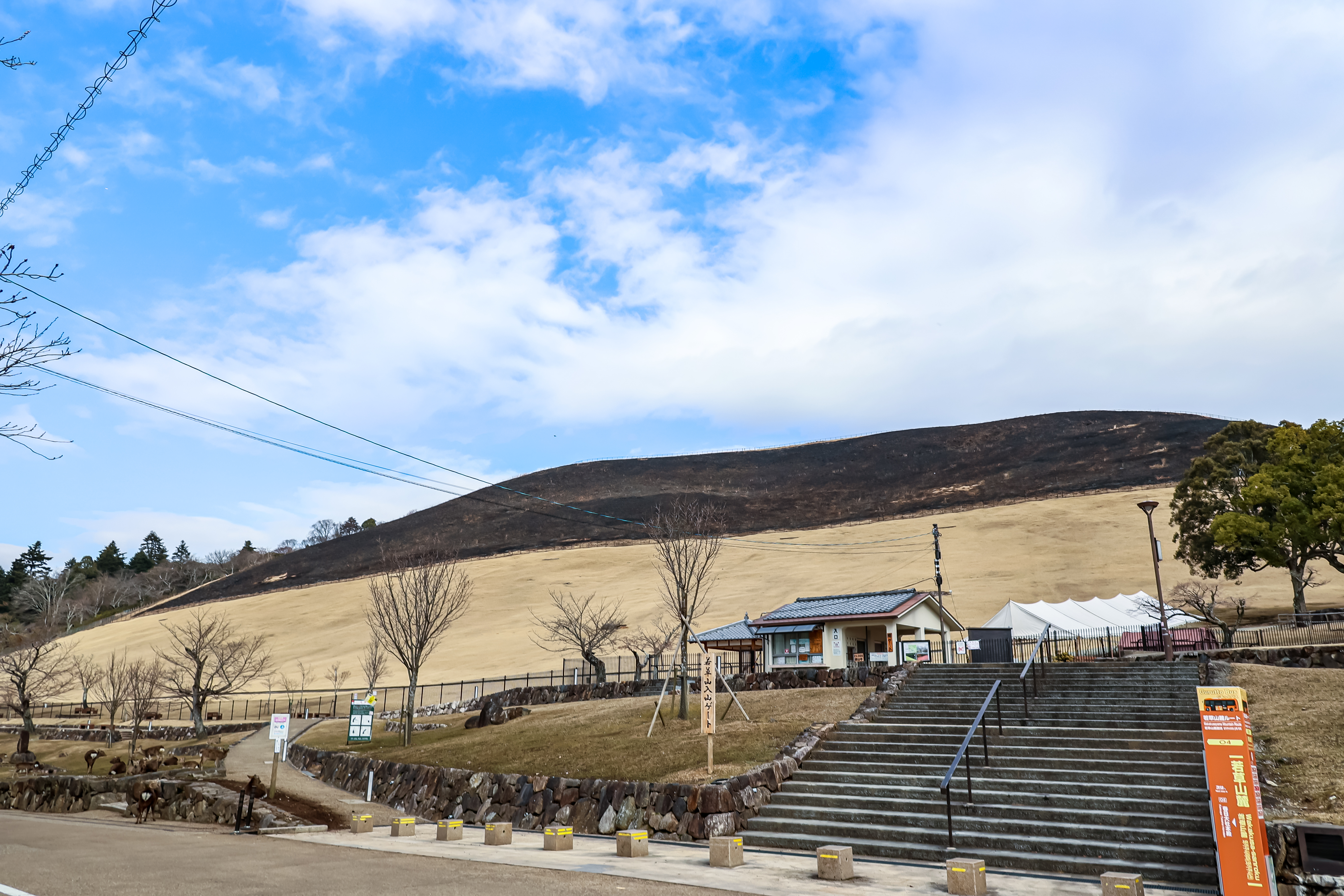
山焼き後の若草山。斜面中腹から山頂方向の黒い部分が焼け跡。

若草山（わかくさやま）は、奈良県奈良市の奈良公園の東端に位置する標高342 m、面積33 haの山である。毎年1月に山焼きをすることで知られる。

## 概要
なだらかな山腹が芝に覆われており、奈良を代表する景観の一つである。山頂には古くから知られる鶯塚古墳（前方後円墳）があり、「鶯山」とも呼ばれる。また、菅笠のような形の山が三つ重なって見えることから俗に「三笠山」とも呼ばれ、ユネスコの世界文化遺産「古都奈良の文化財」の構成資産の一つの春日山原始林のある御蓋山と混同されてきた。さらには「かつて若草山の正式名称は三笠山だった」と言われることがあるが、これは俗説である。江戸時代に南都八景の一つとして 「三笠山雪」 が挙げられていたが、これは若草山の芝の上に積もる雪が真っ白に美しく見えることによる。山頂から見る奈良の夜景は、新日本三大夜景のひとつに認定されている。
既述のとおり山は三段になっており、下段からそれぞれ一重目（標高270 m）、二重目（標高308 m）、三重目（標高342 m：頂上）とよばれており、麓から頂上まで若草山登山道が整備されている。登山道は入山料が必要で、麓に南有料ゲート、北有料ゲート、二重目と三重目の間に二重目料金所が設置されている。

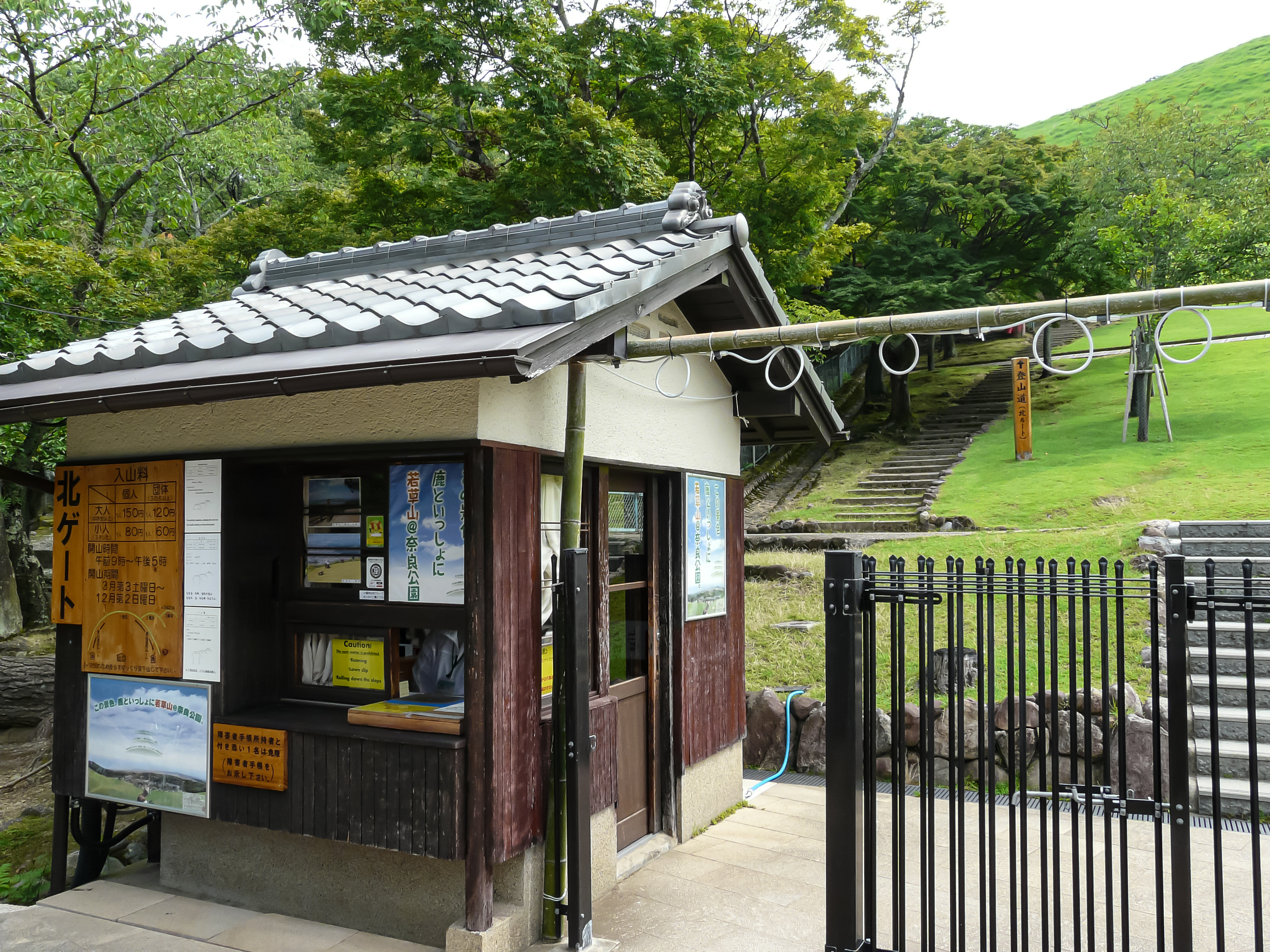
北ゲート（有料入山口）
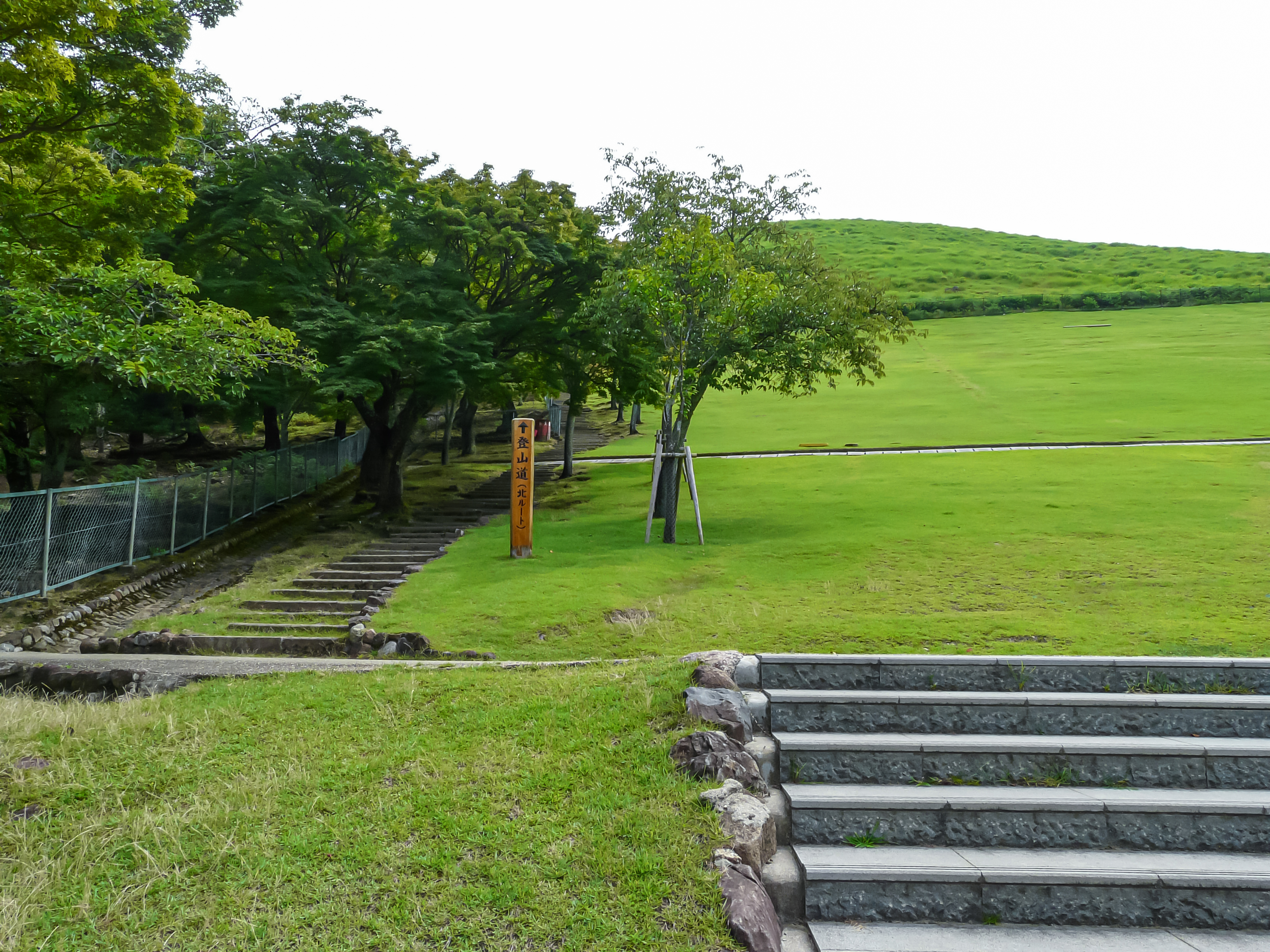
登山道（左端）と若草山山麓斜面（右側）
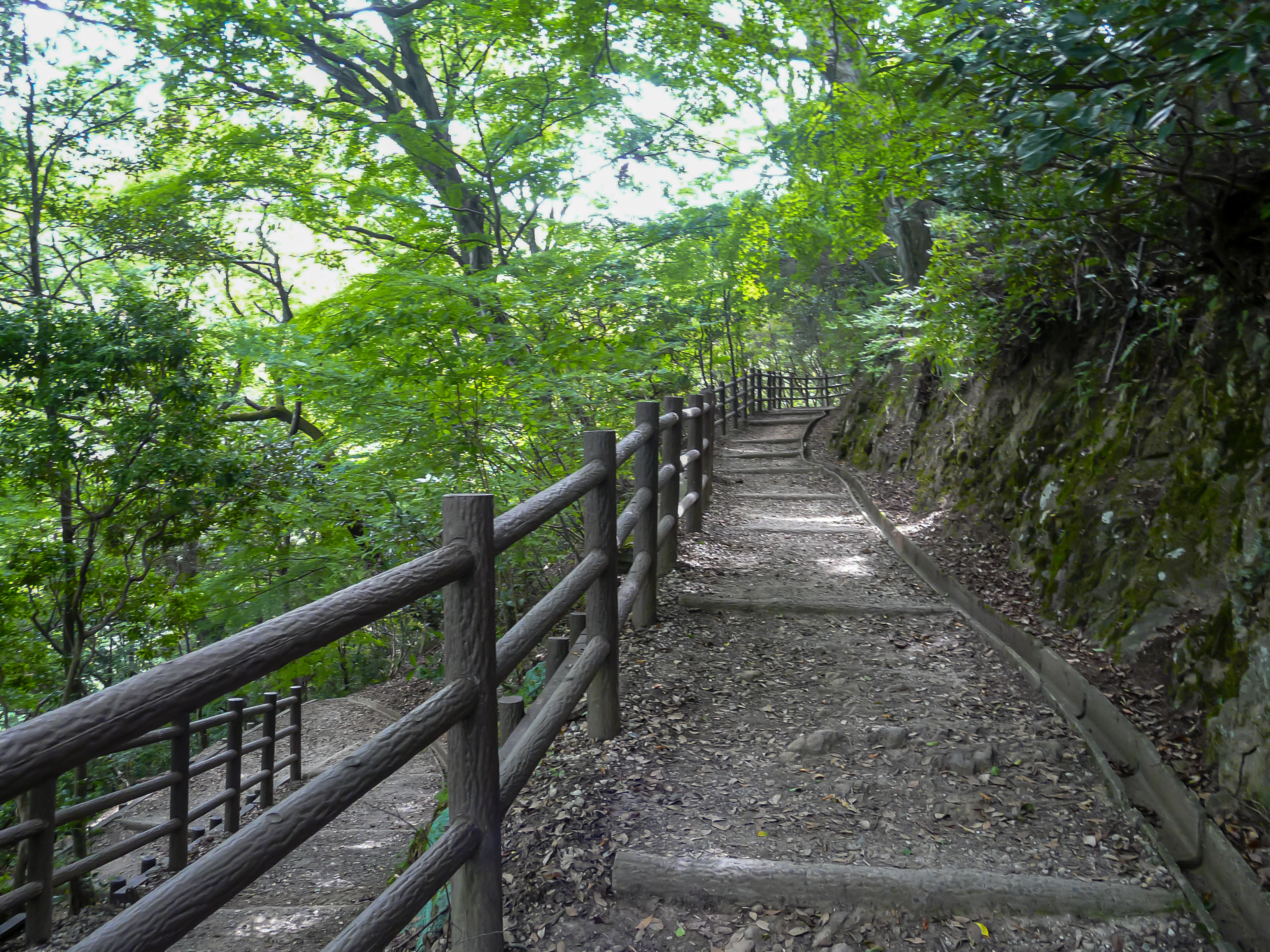
麓から1重目への登山道
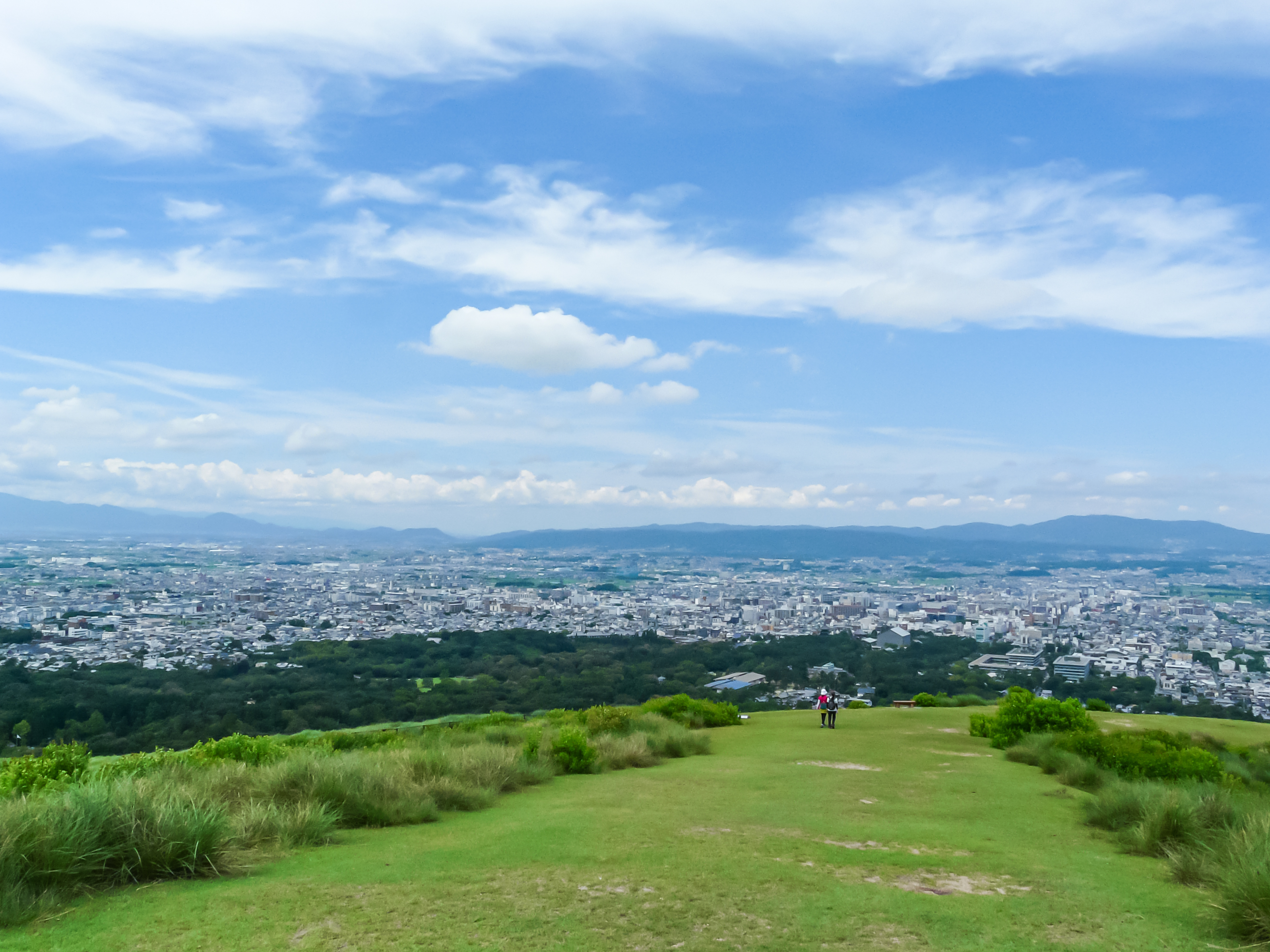
一重目から望む奈良市街
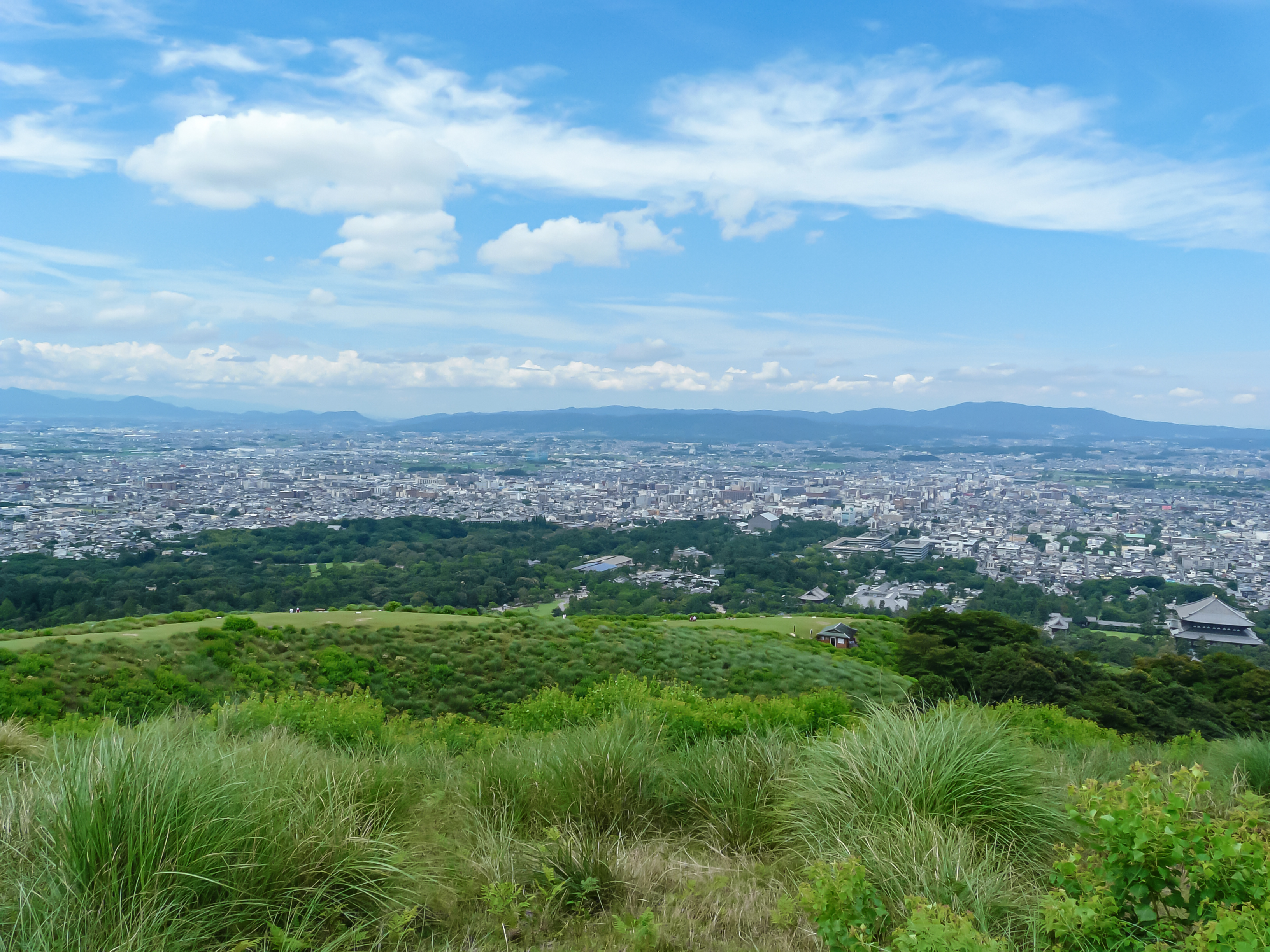
二重目から望む一重目と奈良市街
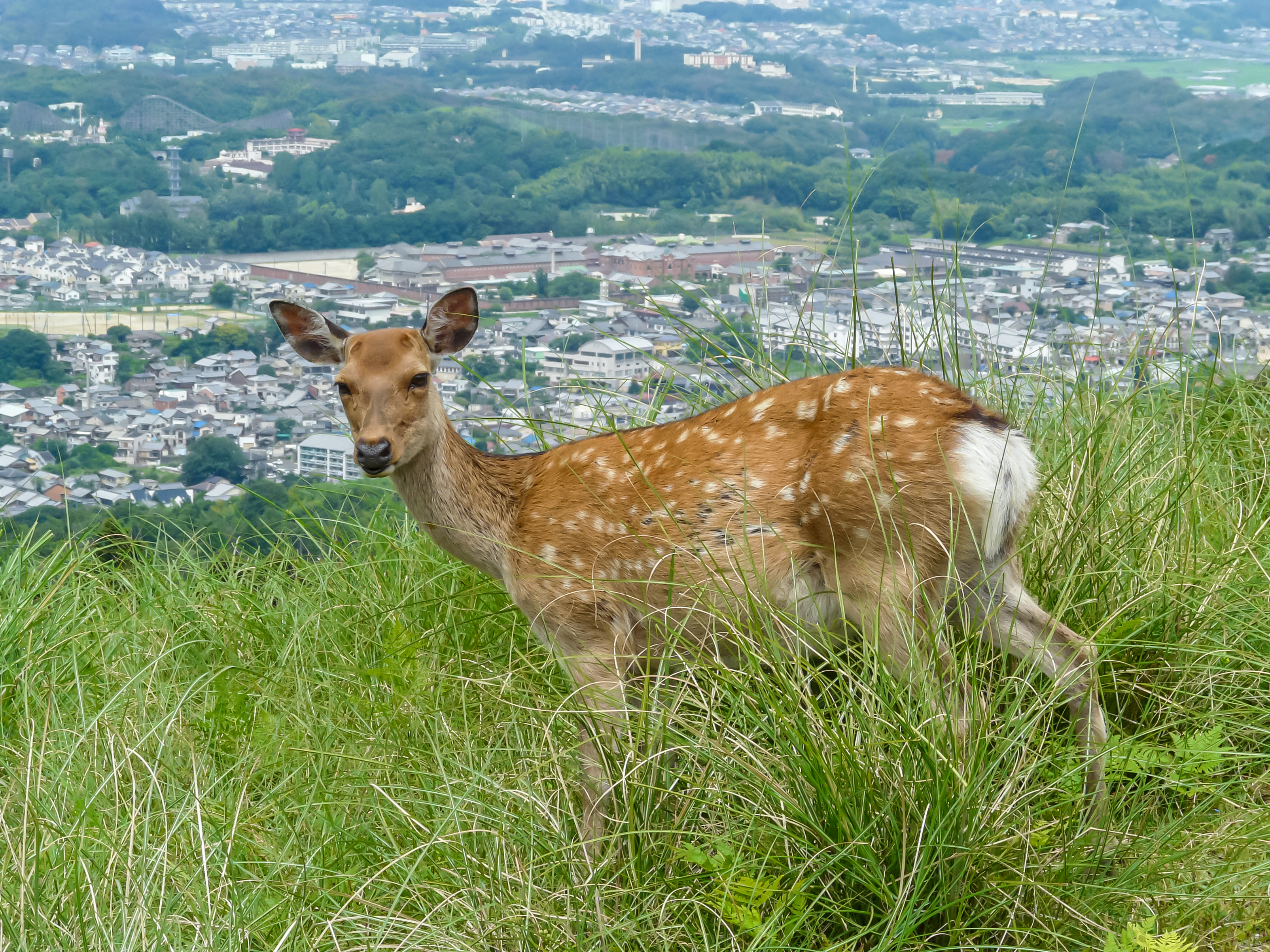
二重目から望む奈良市街。遠景に元・奈良少年刑務所。
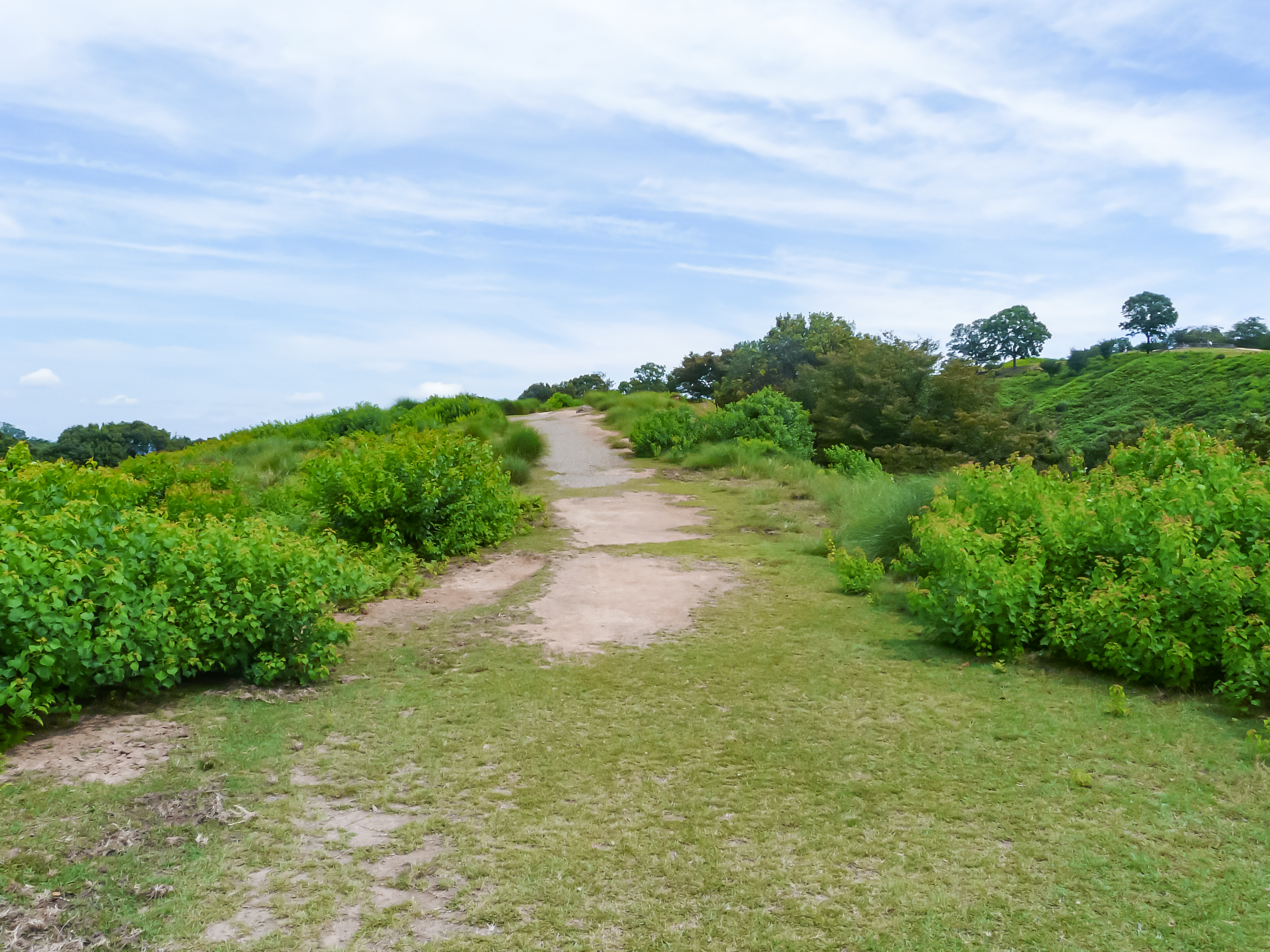
二重目から三重目への登山道
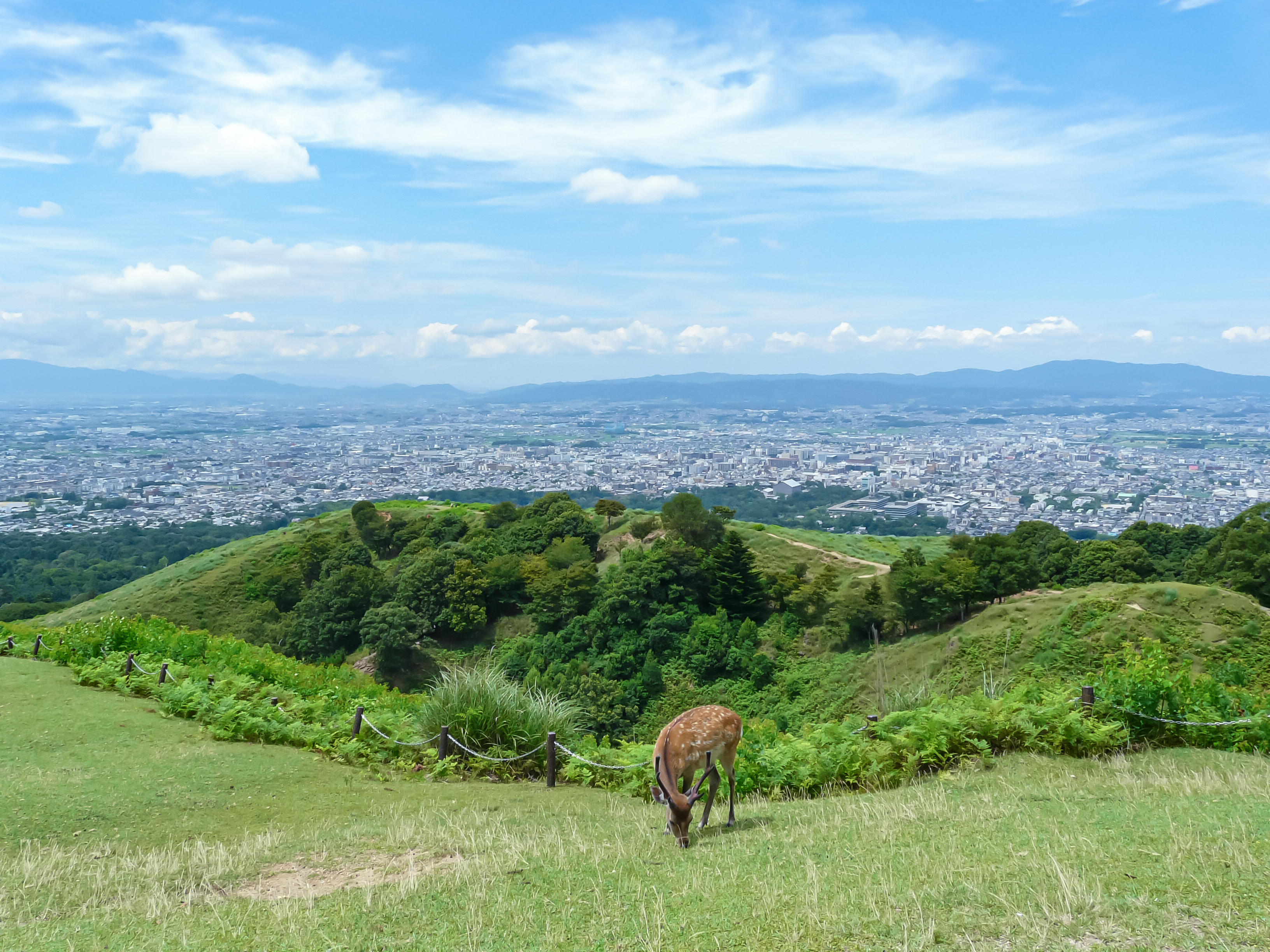
三重目から望む二重目と奈良市街
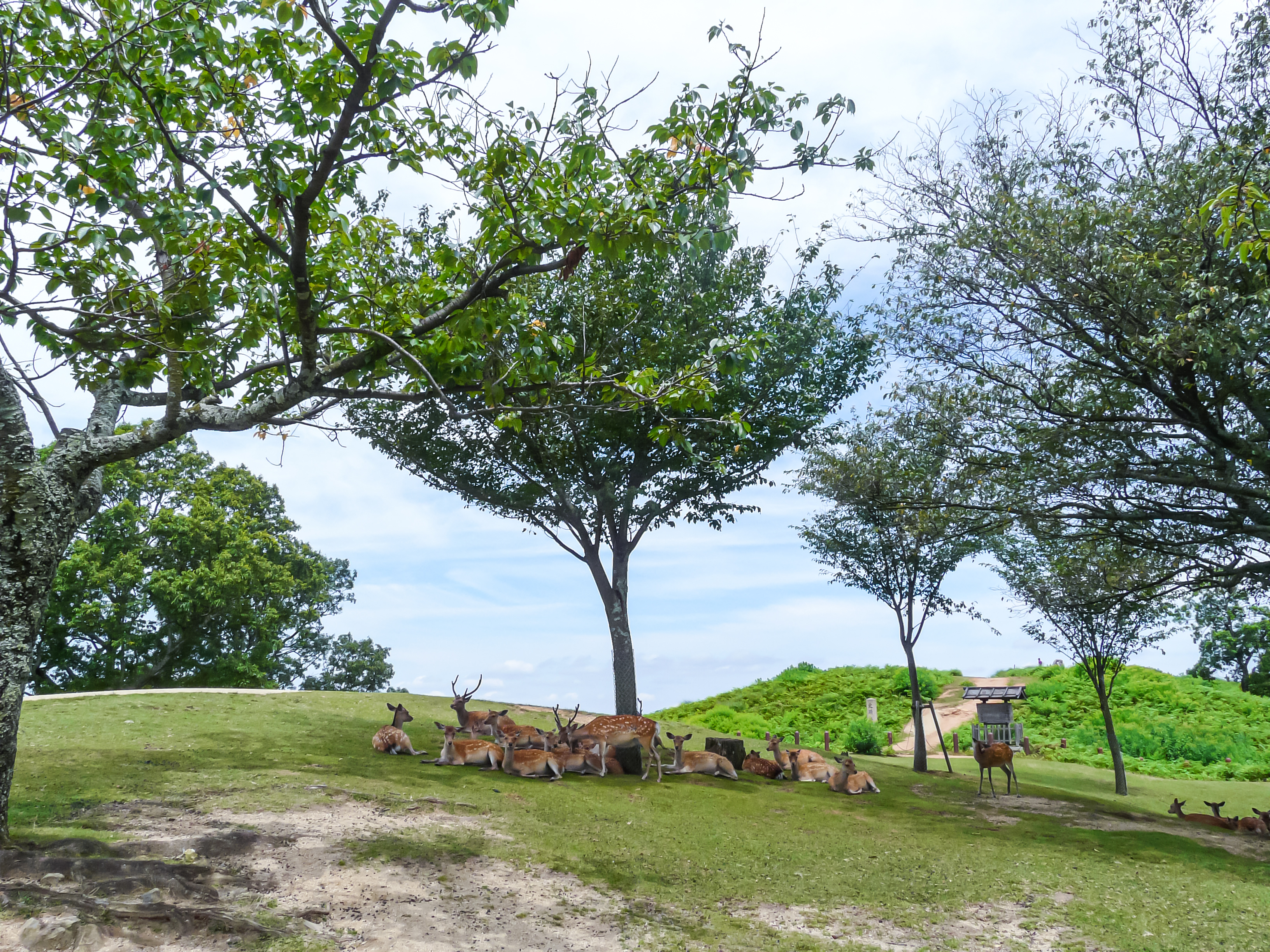
三重目（頂上）の木陰で群れる鹿。右後方に鶯塚古墳

## ノシバ
若草山は芝に覆われている。この芝はノシバ（日本芝の一種）と呼ばれる日本固有のシバで、近畿では若草山付近が唯一の自生地とされる。ノシバの種は堅い殻に覆われており、シカがシバの葉と共に種を食べても、シカの歯と胃液による消化などから堅い殻が種を守る。ただ守るだけでなく、シカの胃に入ると、胃液と体温（40度程度）で殻は速やかに溶けて発芽できる状態になり、未消化の種は糞とともに山に散布されることにより、ノシバは発芽する。このサイクルを繰り返し、古来よりこの地で生息してきた。このため、若草山のシバの生育には自然状態ではシカの存在が不可欠である。また、ノシバの葉や茎は踏まれても問題ないが、土壌が人に踏み固められると、固い土が根の生育を著しく阻害するために、シバは枯れる（このため、仮にシバを薬品処理して発芽させても、土壌の管理ができなければ、芝の保護生育は望めない。）近時、ノシバの保護の為、シバ地の拡大と保護が若草山を中心に、自治体やボランティアによって行われている。

## 若草山の山焼き

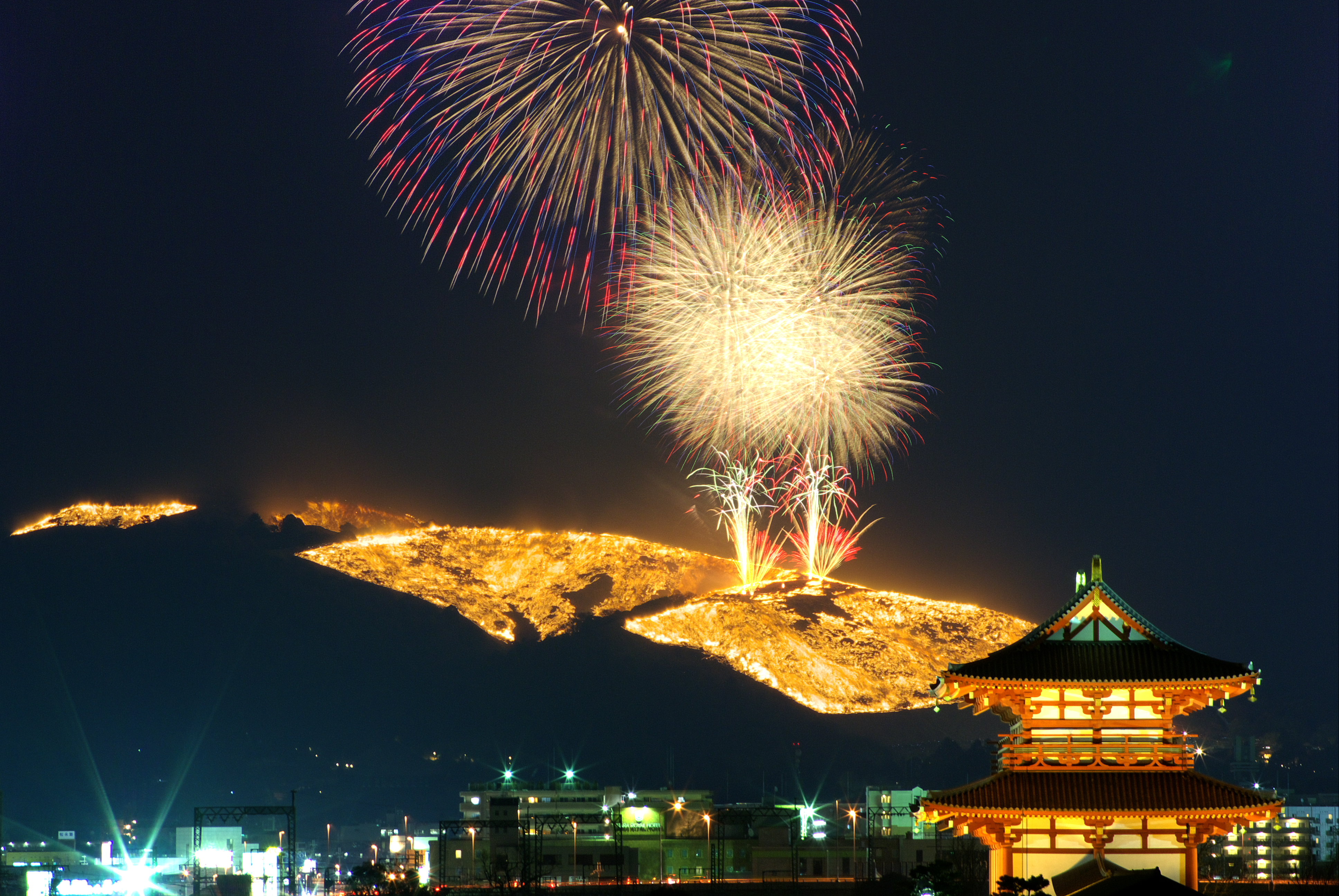
平城宮朱雀門と若草山の山焼き（2011年1月22日）

若草山の山焼きの一部始終（動画）（2012年1月28日）

毎年1月に若草山の山焼きが行われる。東大寺と興福寺による領地争いを、双方立会いの上で焼き払って和解したのが発端ともいわれてきたが、近年、両寺に明治時代まで続けられてきた記録に記載はなくその説は否定されることも多い。江戸時代に、三重目の頂上にある鶯塚古墳の慰霊だと民間人により火を点けられることが多く、さらに毎年1月頃までに山を焼かないと、なにか不幸ごとが起きるとの迷信が蔓延りいっそう火点けが盛んになった。そのため、東大寺境内に火が迫ることも再三で、元文3年（1738年）12月に、奈良奉行所は若草山に放火禁止の触れを出し高札を立てた。しかし効力が無く勝手な火点けはやまず、火災被害が周囲寺社などに及んだ。それで幕末に東大寺・興福寺と奈良奉行所が立ち会って鶯塚古墳の鎮魂を含めて山を焼くようになった、との説が有力になっている。
冬季の恒例行事となっており、その写真は、奈良を代表する写真として紹介されることも少なくない。江戸時代以前からも行なわれていたらしいが、正式行事となったのは明治になってからで、夜間に行なわれるようになったのは明治後半からである。なお昭和戦前には紀元節（現建国記念の日）の2月11日に行われていたという。
太平洋戦争後は、長らく1月15日の成人の日に行なわれていたが、ハッピーマンデー制度導入に伴い、2000年 - 2008年は成人の日（第２月曜日）の前日（日曜日）に変更になった。しかしそれでは日程がわかりにくく、以前より時期が早くなってススキやシバなどの枯れ方が不足して燃えにくい上、年によっては消防出初式の時期に近くなってしまい（山焼きには多くの消防団員の手が必要となる。民間人である消防団員の大量動員は休日であることが必要。）1月の第3土曜日（最も早い場合は15日になる）への変更が計画された。ところが、花火の打上の時間帯が大学入試センター試験の英語ヒアリングと重なることで、大学関係者からの抗議を受けたため、もう一週間後ろにずらし2009年 - 2015年は1月の第4土曜日に実施されている。なお正式日が天候不順の場合は、翌週あたりに順延されている。 
例年、午後6時前後から本焼きが始まるが、その直前の約10分間（2010年は15分間）は花火が若草山1・2段目から打ち上げられる。また当日の昼間にも関連アトラクションが奈良市内で行なわれるのが通例である。ただし昭和天皇崩御直後の1989年は、花火・アトラクションは中止となった。山が本格的に燃え続けるのは、開始後30分 - 1時間くらい（年によって異なる）。午後9時前後に最終鎮火確認が消防団員によって行なわれる。
燃焼はその年の芝の生育状況、当日の天候により大きく左右される。山焼きを実施したものの、雨等でよく燃えないこともあった（1988年や2008年等）。また過去には、異常乾燥が続いたり、雨続きで行事自体が中止になることもあった。燃え残りが発生した場合は、後日の昼間に再度燃やされている。
山焼きが1月15日であった頃には、小正月行事として若草山麓に奈良市内の家庭から正月の注連飾りなどを持ち寄って「とんど」として燃やすことも行われていた。ハッピーマンデー以後は日程が合わないため注連飾りの焚き上げについては春日大社が1月15日以降の土曜日に「春日の大とんど」として飛火野に火炉を設置して実施してきた。第4土曜日に変更されて以後は、春日の大とんども山焼きと同じ日に実施されている。

### 山焼きの主な観望場所
奈良市街地をはじめ、奈良盆地北部で観望が可能である。遠くは、イオンモール大和郡山立体駐車場・橿原市・御所市のビル等からでも見ることができる。また金剛山や生駒山山上、宝山寺やその直下の旅館街からも観望できる。
中でも観望名所としては、興福寺五重塔近辺の奈良公園、西ノ京の大池（勝又池）、平城宮跡である。大池は薬師寺西塔竣工後、平城宮跡は朱雀門竣工後に観望者が急増した。しかし2010年は、薬師寺東塔解体工事の開始、平城遷都1300年記念事業に伴う平城宮内の大規模工事により、大池・平城宮跡からの観望を断念した者が多かったようだ。

### 山焼きの写真撮影
山焼きを紹介する写真の中には、若草山全山が燃え、その上空に花火が上がっているものがあるが、これらは長時間露光と多重露出を施したものである（実際問題、火炎の中で花火を上げることはありえない）。実際は、花火打ち上げ後、燃焼場所を徐々に移動しながら、最終的に山全体を焼いている。そこで左記のような若草山の写真撮影には、特有の撮影技法が必要となってくる。その技法は個々人によりノウハウがあり一定しないが、その撮影の難しさが逆に山焼き撮影の魅力となっている。そのため毎年、奈良県内在住者はもちろん全国規模で撮影者が集まり続けている。
撮影の困難さとして、(1)一年に一度だけの一発勝負を強いられる、(2)花火と、徐々に燃えていく山と、市街地の夜景とを同時に撮影するため、露出の設定が難しい、(3)選択する花火と数が重要なポイント、(4)北風や多重露出時のカメラぶれ対策、(5)年によって異なる燃焼速度、(6)場所取りが重要（スウィートアングルが意外に少ない）・・・・の各項目が挙げられる。魅力ある撮影であるが、場所取り（早朝 - 数日前より）についていけず、新参者がなかなか入りづらい面もある。
山焼きの撮影は、長時間露光が必要なため、かつては、バッテリー性能やノイズ耐力に弱かったデジタルカメラによる撮影は少なく、フィルムカメラの独擅場だった時期があった。しかしそれらの性能向上に加え、フィルムの入手が困難になってきていることもあって、年々デジタルカメラで撮影に臨む者が増えてきている。

## 開山期間
開山期間とは、山麓の南北ゲートまたは山頂から二重目への通路にあるゲートを通って、一重目・二重目に有料入場できる期間のこと。2016年4月現在は「3月第3土曜日から12月第2日曜日」と決められている。かつては、春秋2回の開山と、8月に夏の特別開山が行われていたこともある。鶯塚古墳などのある山頂（三重目）へは、新若草山ドライブウェイ（有料）または、春日山遊歩道から、年間通して入ることができる。

## 周辺情報

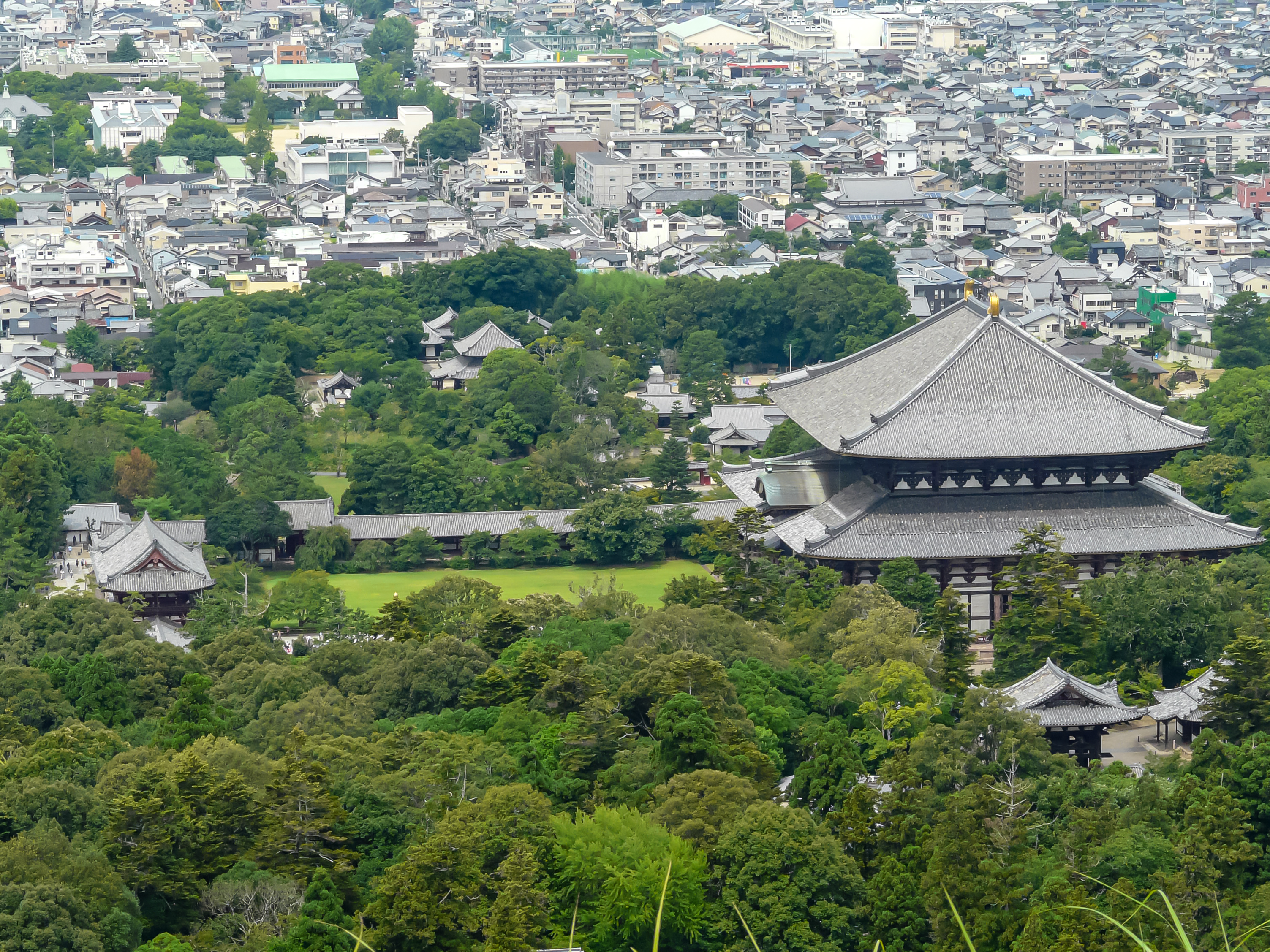
二重目から望む東大寺大仏殿

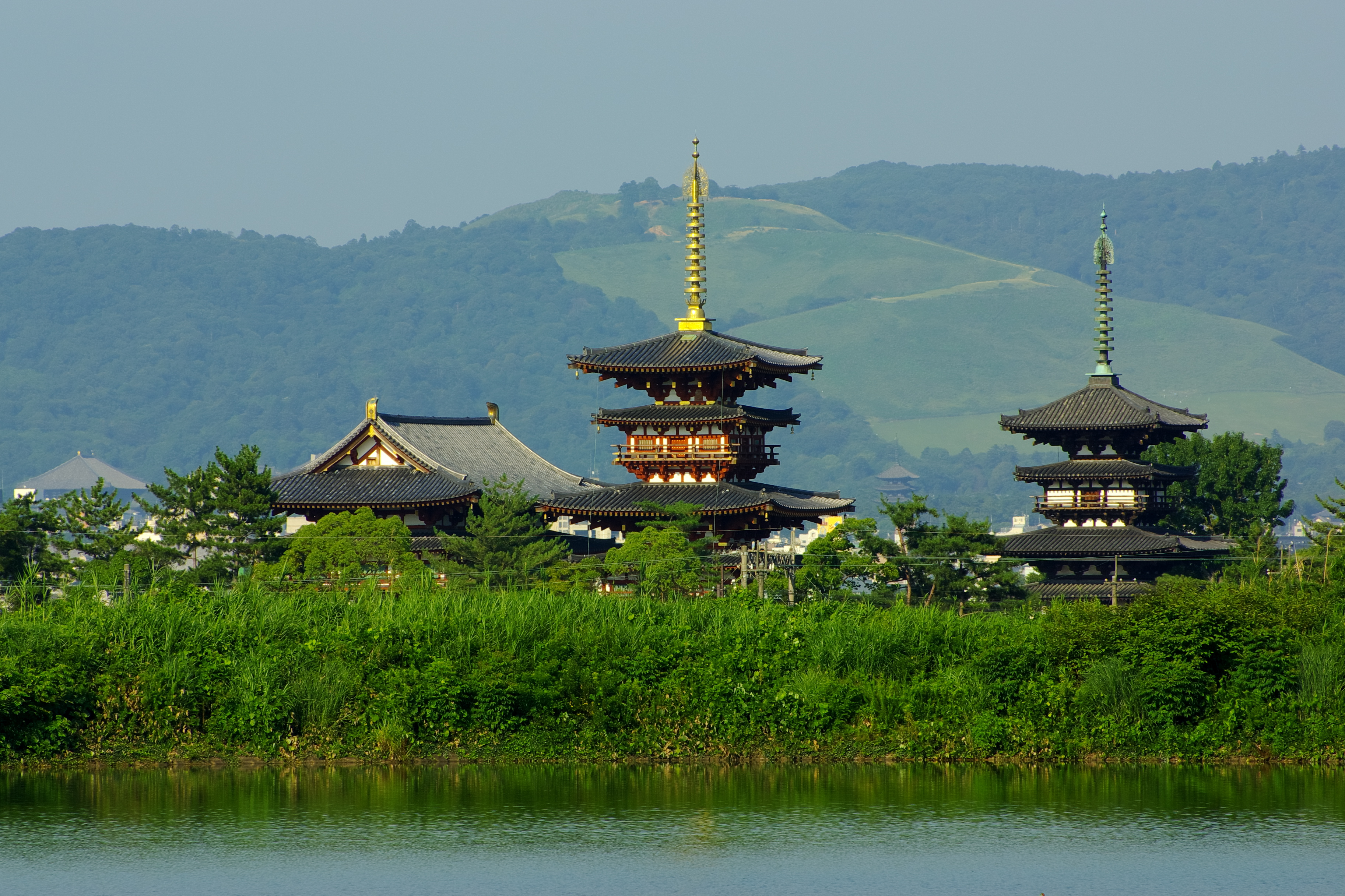
大池（勝又池）から望む若草山（塔の背後）と薬師寺

- 東大寺
- 春日大社
- 興福寺
- ならまち
- 奈良きたまち

## 交通整備計画
山麓から中腹の一重目（いちじゅうめ）までは急な登山道で、過去には観光用のケーブルカーやエスカレーター、モノレールの建設が計画されたが、いずれも頓挫している。なお山頂に向かうだけならば北側の奈良奥山ドライブウェイを利用して、山頂付近まで自動車で行くことは可能である。

### モノレール建設計画
2013年10月、奈良県が議会予算委員会に提出した計画にモノレール建設の具体案が含まれていたことが報道された。その背景には観光客の減少があり、2014年には入山者が30年前のピーク時から約4分の1に減ったといわれる。計画は一重目に上がる二つの登山道のうちほとんどが階段となる南登山道に沿って農林用モノレールを改良したものを敷設、6人乗りの車両を2両連結して無料で運行するものであったが、報道が波紋を呼び、市民団体などによる反対運動が起こった。計画地が世界文化遺産（『古都奈良の文化財』）登録の際に設定されたバッファゾーンであり、登山道がコアゾーンである春日山原始林に接することから、日本イコモス国内委員会が、建設計画について「寺社と一体となって文化的な価値を形成してきた自然環境を改変する」ことへの強い懸念を示した文書を送付した
。そして、ユネスコの世界遺産委員会への通知は不要との2013年9月定例県議会での荒井知事発言に対し、保護を軽視していると、世界遺産委員会が、危機遺産に認定する可能性も指摘した。
2014年7月、奈良公園地区整備検討委員会はモノレール構想を否決、荒井正吾奈良県知事は検討委員会の意見を尊重すると述べて、計画は凍結された。代替案として県はバス運行案を検討したが、これも2015年の検討委員会で否定され、以降は奈良交通が運営する『ぐるっとバス』の延伸を検討するとした。